# Brunegg
Brunegg – gmina (Einwohnergemeinde) w Szwajcarii, w kantonie Argowia, w okręgu Lenzburg. Liczy 737 mieszkańców (31 grudnia 2016).